# Travail du consommateur
Le travail du consommateur, ou « free labor » en anglais, correspond aux différents dispositifs marchands mis en place afin de faire du consommateur un travailleur effectif, et ainsi produire de la valeur pour la marque. Dans le travail du consommateur, le consommateur co-produit les biens et services qu'il consomme au quotidien.
Selon Marie-Anne Dujarier, le travail peut être qualifié d’ « activité socialement ordonnée et socialisatrice, productrice de valeur pour les firmes qui l’encadrent ».
Le consommateur peut quant à lui être défini comme « celui qui utilise un produit marchand pour son usage ».

## Histoire et origine
En 1815, H. Storch évoque la nécessité de coopérer entre producteur et consommateurs dans le domaine des services. Puis, c'est en 1968 que V. Fuchs (en) émet l’idée que le consommateur peut avoir une participation opérationnelle dans la production de services. En 1980, s’opère dans les pays occidentaux le développement du secteur tertiaire. C’est d’ailleurs dans ce contexte, en 1987, qu'Eric Langeard et Pierre Eiglier parlent de « servuction ». À la même période, le travail du consommateur est aussi développé par A. Toffler. En effet, en 1989, il invente le néologisme « prosumer » (association de « producter » et de « consumer »). D’ailleurs, pour G. Ritzer qui a repris cette notion en 1998, il y a deux types de prosumers : les prosumers traditionnels, qui participent à la production des services, et les nouveaux prosumers, qui participent à la production des produits.
Pour rendre compréhensible ce concept de coproduction, G. Ritzer a soumis la notion de « mise au travail du consommateur » puis M.-A. Dujarier (2008) s’est inspirée de ce point de vue, l’a solidifié et formalisé.
Le travail du consommateur est donc présent depuis 1815 mais s’est développé avec l’apparition du numérique et d’internet. La forte diffusion d’informations sur les cinq dernières années grâce aux réseaux sociaux a accéléré ce phénomène,.

## Caractéristiques
Pour M.-A. Dujarier, le consommateur travaille selon des critères ergonomiques, sociologiques et économiques.

### Ergonomie
La tâche demandée au consommateur par l’entreprise lui demande un investissement personnel, il doit donner de son temps, fournir des efforts, y mettre du sien pour l’accomplir.

### Sociologie
L’activité prescrite est inscrite dans un rapport social de production.

### Économie
L’activité du consommateur permet soit de baisser le coût de production d’un bien ou d’un service, soit elle est directement productrice de valeur d’échange. Dans les deux cas, les bénéfices ne vont pas au consommateur, mais à l’entreprise.

## Outils

### L’autoproduction dirigée
Selon M.-A. Dujarier, cette mise au travail se fait par le biais de l'autoproduction dirigée. Les entreprises externalisent la réalisation de tâches simplifiées qu’elles effectuaient auparavant vers le consommateur, qui termine le produit en assemblant des éléments de l'offre standardisée, tout en suivant les indications qui lui sont faites.
Parmi ces tâches externalisées vers les consommateurs, il existe par exemple : le self-scanning, dans les supermarchés par la mise en place de caisses en libre-service, dans les aéroports, les bornes interactives  pour prendre un ticket de métro, les meubles en kit à monter soi-même, la commande d’un plat dans un fast-food à ramener soi-même à une table (et dont il faut ensuite jeter les emballages alimentaires à la poubelle), la réservation de voyages sur Internet, ou encore l’impression des titres de transport. Si l’on développe ce dernier point, à la gare, devant un guichet automatique, le voyageur sélectionne sa destination et ses horaires, s’affranchit du tarif du trajet et récupère son billet de train. Ensuite, il le composte avant de prendre place dans le wagon indiqué. Toutes ces opérations se font sans l’intervention du personnel de l’entreprise de transports : il y a donc un transfert de travail qui s’effectue entre guichetiers, agents d’accueil et consommateurs. 
De plus, de nombreux services après-vente fonctionnent de manière externalisée aujourd’hui. Par exemple, si un produit tombe en panne, le consommateur se verra bien souvent offrir un service d’assistance à distance, par lequel il va être amené à réaliser lui-même les tâches de réparation. Encore une fois, toutes ces tâches ont pour caractéristiques communes d’êtres prescrites, encadrées, outillées et contrôlées par le fournisseur. C’est donc désormais le consommateur qui assure une prestation auparavant assumée par l’entreprise. Mais pour ce faire, il doit fournir de son temps, mettre ses compétences à contribution, en acquérir de nouvelles, disposer de matériel spécifique (un téléphone, un ordinateur, une connexion à Internet, une imprimante etc.) pour finaliser la production ou assurer lui-même le service après-vente.
Concrètement, pour faire travailler le consommateur, l’entreprise le forme, dans un premier temps avec de la communication afin de lui montrer les avantages de la coproduction. Ensuite, la formation est opérationnelle : par l’intermédiaire d’un automate par exemple, l’entreprise, va expliquer au consommateur ce qu’il doit faire opérationnellement – le plus souvent c’est indiqué sur l’interface de la machine.
Dès lors, le but affiché de l’autoproduction dirigée est d'augmenter le sentiment d'autonomie du consommateur, tandis que le but dissimulé est de réduire les coûts de production de l’entreprise.

### La coproduction collaborative
Au-delà d’une autoproduction dirigée, le travail du consommateur se manifeste aussi grâce à une coproduction collaborative. Cela permet aux entreprises de recueillir gratuitement un certain nombre de données. C'est donc grâce à de nombreux outils traçant les comportements, que le consommateur offre des informations sur ses pratiques et celles de ses pairs. Cette forme de mise au travail du consommateur s’est particulièrement développée et intensifiée via Internet et le Web 2.0.
Aujourd’hui, le consommateur est sollicité et invité à fournir des idées, des évaluations, des avis, des solutions, des productions (photos, musiques, films etc.), à intervenir dans des processus créatifs, à personnaliser, à customiser des produits standards, depuis la création du produit en passant par sa promotion et son évaluation (le tout de manière ludique). En faisant appel à la créativité, au savoir-faire et à l’intelligence du consommateur, l’entreprise applique une forme de production participative : le Crowdsourcing.
Cette captation de données se fait par divers sondages, formulaires, forums, enquêtes de satisfaction, évaluations, concours (pour créer un nouveau goût, un packaging, un slogan publicitaire etc.) et est d’autant plus aisée à mener que les réseaux sociaux fournissent des moyens rapides et efficaces de propagation d’informations.
Par ailleurs, de nombreuses activités des consommateurs sont désormais tracées, notamment sur le Web. Des informations sont ainsi captées et enregistrées, sans que les acteurs en soient spécifiquement conscients. En effet, à travers des achats en ligne, des envois de mails, les recherches faites sur le net ou encore des cartes de fidélités, les centres d’intérêts des consommateurs sont emmagasinés, les produits qu’ils sélectionnent sont enregistrés et leurs comportements sont scrutés. Toutes ces données peuvent ensuite être exploitées par les entreprises, notamment pour cibler les consommateurs en fonction de leur offre ou encore particulariser les publicités qu’elles diffusent. Les entreprises ont une connaissance plus fine du marché, des consommateurs et peuvent ainsi plus facilement fidéliser ces derniers.
Plus récemment certains dispositifs d'authentification sur internet font littéralement travailler l'internaute à son insu pour alimenter des bases de données d'intelligence artificielle. C'est le cas de Google avec son ReCAPTCHA qui a été largement utilisé dans le processus de numérisation d'ouvrages Google Books, ou d'autres CAPTCHA dans le domaine de la numérisation de données cartographiques (voir également CAPTCHA Utilisations déviées).

### Le travail d’organisation
La mise au travail du consommateur implique également une organisation du travail  qu’on ne peut envisager ex nihilo. Ainsi, pour contribuer au bon déroulement de l’activité, le consommateur participe également au travail d’organisation de l’entreprise, et ce quel que soit son secteur. Mais dans cette situation, le consommateur est à la fois client Roi et au service de l’entreprise, souverain et objet, individu autonome et contraint. C’est donc à lui de trouver des solutions socialement et subjectivement acceptables face à ce double discours : le consommateur doit régler les problèmes sociotechniques et porte en lui l’incertitude du bon fonctionnement du service.

## Enjeux stratégiques
Voici deux enjeux principaux de la stratégie du travail du consommateur :
Tout d’abord, le concept doit cibler la plus grande quantité de consommateurs afin de produire l’ « effet de travail ». Cependant, il existe une certaine résistance au changement de la part de certaines catégories de consommateurs, tels que les clients qui ne veulent pas contribuer à la disparition des emplois, les clients peu à l'aise avec les technologies informatiques ou encore les clients illettrés. Les réactions varient donc selon les secteurs et leurs enjeux économiques.
De plus, il faut responsabiliser de manière plus importante les conduites individuelles de consommation ainsi qu’alléger les tâches répétitives du consommateur. Cela passe par exemple par des coordonnées déjà enregistrées ou encore des préférences produits.
D’autre part, le travail du consommateur ne doit pas faire disparaître la notion de satisfaction du client tout en le mettant à l’œuvre, sans non plus trop axer ce travail sur les bénéfices pour l’entreprise.

## Facteurs de réussite
Dans l’autoproduction dirigée comme dans le travail d’organisation, le consommateur n’a pas vraiment le choix : il doit faire ce travail s’il veut accéder à la consommation. Les entreprises ne le motivent pas vraiment : elles imposent cette organisation. Dans la coproduction collaborative, c’est un peu différent : les consommateurs travaillent pour toutes les raisons qui font qu’on « ne travaille pas que pour l’argent » : le sentiment d’utilité sociale, la reconnaissance, le développement subjectif et social que peut procurer le travail. Comme l’écrit M.-A. Dujarier, « le consommateur se "paye" par le plaisir de réaliser quelque chose de beau ou d’utile et par les bénéfices qu’il en tire dans sa relation aux autres (création de liens, de collectifs, de réseaux, reconnaissance sociale etc.) ». « Cette quête de reconnaissance […] peut être un moyen de "motiver" le consommateur à produire de la valeur ».
Ainsi, par ces trois formes de mise au travail du consommateur, le client est en quelque sorte « intégré » au développement, puis à la vie du bien ou du service qu’il consomme. L’idée sous-jacente est que plus le consommateur est impliqué dans la production (au sens large) du produit, plus il est susceptible de le consommer et d’en vanter les mérites autour de lui. Le produit est finalement un peu « son » produit.

## Avantages et limites

### Avantages
Dans l’autoproduction dirigée, bien que le travail soit prescrit et imposé, le consommateur y trouve certains avantages. Le consommateur peut avoir intégré ce discours, qui est en réalité celui des entreprises.
Par exemple, le fait de scanner soi-même ses produits est souvent relié à un argument « gain de temps ». Ainsi, la participation du client modifie sa perception du temps et augmente la qualité perçue du service. Pour l’entreprise, le consommateur constitue une main d’œuvre disponible, motivée et gratuite. Il en va de même pour des achats effectués sur Internet : le fait de ne pas devoir se déplacer est associé à cette idée de gain de temps et permet, en plus de cette libération de contraintes spatiales, une libération de contraintes temporelles (un achat peut être effectué 24 heures sur 24). Ainsi, sur internet, le travail du consommateur supprime le temps et l’espace : le « service » est disponible en permanence, alors que les heures d’ouverture des magasins sont réglementées. 
L’aspect « pratique et confortable » des dispositifs est également vanté. C’est « pratique et confortable » de réserver un voyage de chez soi et de pouvoir comparer les offres, c’est « pratique et confortable » d’utiliser le « home banking » pour effectuer ses opérations bancaires etc. Tout cela permet également d’éviter certaines interactions sociales pouvant éventuellement être jugées inutiles, désagréables. De plus, dans une certaine mesure, le consommateur peut conserver l’anonymat, se fondre dans la masse. Pour finir, une borne interactive par exemple peut aussi être adaptée à une certaine situation, comme être traduite dans toutes les langues, ce qui est pratique pour les personnes ne parlant pas la langue du pays. 
Dans la coproduction collaborative, le consommateur peut ressentir de la fierté à appartenir à une communauté d’initiés, à contribuer au « progrès » d’une marque. La coproduction collaborative s’appuie largement sur ce besoin de reconnaissance sociale, de valorisation de soi des consommateurs. De plus, en coproduisant, le consommateur a une meilleure idée de la qualité du produit et peut devenir prescripteur.

### Limites
Concernant l’autoproduction dirigée, le consommateur est en quelque sorte « obligé » de produire pour pouvoir consommer, faute de quoi il n’aura tout simplement pas accès au bien ou service souhaité (ou il y aura accès de manière plus compliquée, moins directe). Par exemple, certains magasins ont réduit le nombre de caisses avec caissiers et mis en place un système de "self-scanning". Mais ces consommateurs ne sont pas des professionnels et leur niveau de compétences est hétérogène, ce qui peut affecter la qualité, la sécurité et la productivité de l’entreprise et créer de nouveaux  problèmes de management. En plus, le consommateur peut avoir peur de ne pas y arriver, l’impression de perdre son temps ou ne pas avoir confiance dans des machines. Comme ces scénarios sont difficiles à concevoir (car toutes personnes n'entrent par forcément dans une « case »), il faut encadrer ces consom’acteurs.
Le consommateur peut éprouver un sentiment d’autonomie alors qu’en réalité, cette dernière est extrêmement contrôlée, encadrée, que ce soit au sein d’un magasin ou sur internet. Le consommateur est tout à la fois client Roi et travailleur au service de l’entreprise et, en participant au travail d'organisation, il absorbe cette contradiction éprouvée par de nombreux marketeurs : être un client Roi tout en étant « soumis » à l'entreprise. Par conséquent, le consommateur doit trouver par lui-même les solutions acceptables lui permettant de faire face à cette dialectique qui le fait souverain et sujet.
Par ailleurs, la responsabilité est déplacée : alors qu’auparavant, une erreur pouvait être imputée à un employé (de banque, de supermarché, etc.), aujourd’hui, l’individu étant lui-même acteur de production, se voit cette responsabilité attribuée (par exemple plusieurs scans pour un même article, erreur d'horaire lors de la réservation d'un billet de train, etc.), ce qui peut même être une source de pression de la part des autres consommateurs, lorsque par exemple il bloque une queue à la suite de ses maladresses. Ce travail à la charge du client, doit être ainsi aidé et/ou surveillé dans ses opérations par un agent de l'entreprise pour s'assurer qu'il fait bien son « nouveau travail ».
Aujourd’hui, avec le travail du consommateur, les relations sociales sont transformées : elles sont fragmentées, limitées, standardisées. Comme l’écrit M.-A. Dujarier, le consommateur a désormais « plus de contacts, moins de relations ». Cependant, certaines entreprises ont choisi de « remettre du lien social » là où elles avaient mis des machines. Par exemple, dans certains supermarchés, des agents aident à empaqueter les achats à côté des  caisses en libre-service . Dans les transports en commun, des agents d’accueil ou de médiation interagissent avec les clients, mais ils ne vendent pas de titre de transport. Pour remettre du lien social, et augmenter la satisfaction client, les agents peuvent effectuer des ventes au guichet présentées comme un "dépannage".
Enfin, il y a également l’apparition de nouvelles formes d’exclusions sociales qui concernent les consommateurs qui ne savent pas comment se servir des nouvelles techniques et plus généralement des nouveaux outils mis à disposition. En effet, s’il lui manque une ressource ou une compétence, le consommateur se retrouve dans l’incapacité de consommer, à moins qu'un autre consommateur mieux formé ne lui vienne en aide. On est dans ce cas dans de l'autoproduction dirigée par le consommateur lui-même…